# James Braid
James Braid (1795-1860), va ser un metge i cirurgià escocès que va fer importants contribucions al camp de la hipnosi.

## Biografia
Va néixer a Fife i va estudiar a la Universitat d'Edimburg. Després de treballar a Escòcia durant un breu període, es va traslladar a Mánchester, Anglaterra, on va estar la resta de la seva vida.
Braid es va començar a interessar pel mesmerisme el novembre de 1841, després d'haver assistit a unes demostracions de Charles Lafontaine. Convençut que podria descobrir la clau que expliqués el fenomen, Braid va dedicar una gran obstinació a estudiar-lo.
En 1843, va publicar "Neurypnology: or the Rationale of Nervous Sleep," el seu primer i únic llibre, on va presentar les seves idees sobre aquest tema. Va acuñar els termes hipnosi, hipnotitzar i hipnotitzador, els quals encara s'utilitzen avui en dia. Braid va definir la hipnosi com un "somni nerviós" substancialment diferent al somni habitual. El mètode més eficaç per induir-ho consistia a fixar la mirada en un objecte brillant en moviment a pocs centímetres dels ulls. Braid va observar que la reacció fisiològica que conduïa a l'estat d'hipnosi era una sobre activació dels músculs oculars, aconseguida mitjançant una intensa concentració de l'atenció.
Va rebutjar la noció de Franz Mesmer sobre els fluids magnètics com a desencadenants del fenomen de la hipnosi, ja que creia que qualsevol podria induir-la a si mateix seguint les regles que ell havia desenvolupat. En anglès, el braidisme és sinònim d'hipnosi, encara que rarament s'empra.